# Super papa
Pour plus de détails, voir Fiche technique et Distribution.
Super Papa ou Monsieurpersonne en Belgique ou Joe Quelqu'un au Québec (Joe Somebody) est un film américain réalisé par John Pasquin, sorti en 2001.

## Synopsis
Joe Scheffer mène une existence plutôt morne, personne ne s'intéresse à lui dans la fabrique pharmaceutique où il travaille. De plus, il a divorcé et ne voit que rarement sa fille. Or, c'est précisément le jour où il se fait voler sa place de parking par un collègue arrogant. Quand celui-ci ose le tabasser devant sa fille, Scheffer décide de se reprendre en main.

## Fiche technique
- Titre français : Super Papa ou Monsieurpersonne en Belgique
- Titre original : Joe Somebody
- Titre québécois : Joe Quelqu'un
- Réalisation : John Pasquin
- Scénario : John Scott Shepherd
- Musique : George S. Clinton
- Photographie : Daryn Okada
- Montage : David Finfer
- Production : Kenneth Atchity, Matthew Gross (de), Anne Kopelson, Arnold Kopelson & Brian Reilly
- Sociétés de production : Fox 2000 Pictures, Regency Enterprises, Epsilon Motion Pictures, Kopelson Entertainment & Atchity Entertainment International
- Société de distribution : Twentieth Century Fox
- Pays :  États-Unis
- Langue : Anglais
- Format : Couleur - Dolby Digital - DTS - 35 mm - 1.85:1
- Genre : Comédie
- Durée : 98 min
- Dates de sortie :
  -  États-Unis : 21 décembre 2001
  -  France : 14 mai 2003

## Distribution
- Tim Allen (VF : Philippe Catoire ; VQ : Mario Desmarais) : Joe Scheffer
- Julie Bowen (VF : Danièle Douet ; VQ : Anne Bédard) : Megan Harper
- Hayden Panettiere (VF : Camille Donda ; VQ : Claudia-Laurie Corbeil) : Natalie Scheffer
- Greg Germann (VF : Pierre Tessier ; VQ : Gilbert Lachance) : Jeremy Callahan
- James Belushi (VF : Jacques Frantz ; VQ : Jean-Marie Moncelet) : Chuck Scarrett
- Kelly Lynch (VF : Martine Irzenski ; VQ : Lisette Dufour) : Callie Scheffer
- Wolfgang Bodison (VF : Frantz Confiac) : Cade Raymond
- Patrick Warburton (VF : Marc Alfos) : Mark McKinney
- Ken Marino : Rick Raglow
- Robert Joy : Pat Chilcutt

Source et légende : Version française (VF) sur Voxofilm et Version québécoise (VQ) sur Doublage QC.

## Autour du film
- C'est le quatrième et dernier film dans lequel Jacques Frantz assure la VF de James Belushi après Filofax, Monsieur Destinée et Traces de sang.